# Rally America
Rally America – cykliczne zawody rajdowe, mające na celu wyłonienie mistrza Stanów Zjednoczonych, organizowany w latach 2005–2018. Także nazwa stowarzyszenia odpowiedzialnego za organizację tych zawodów.

## Historia

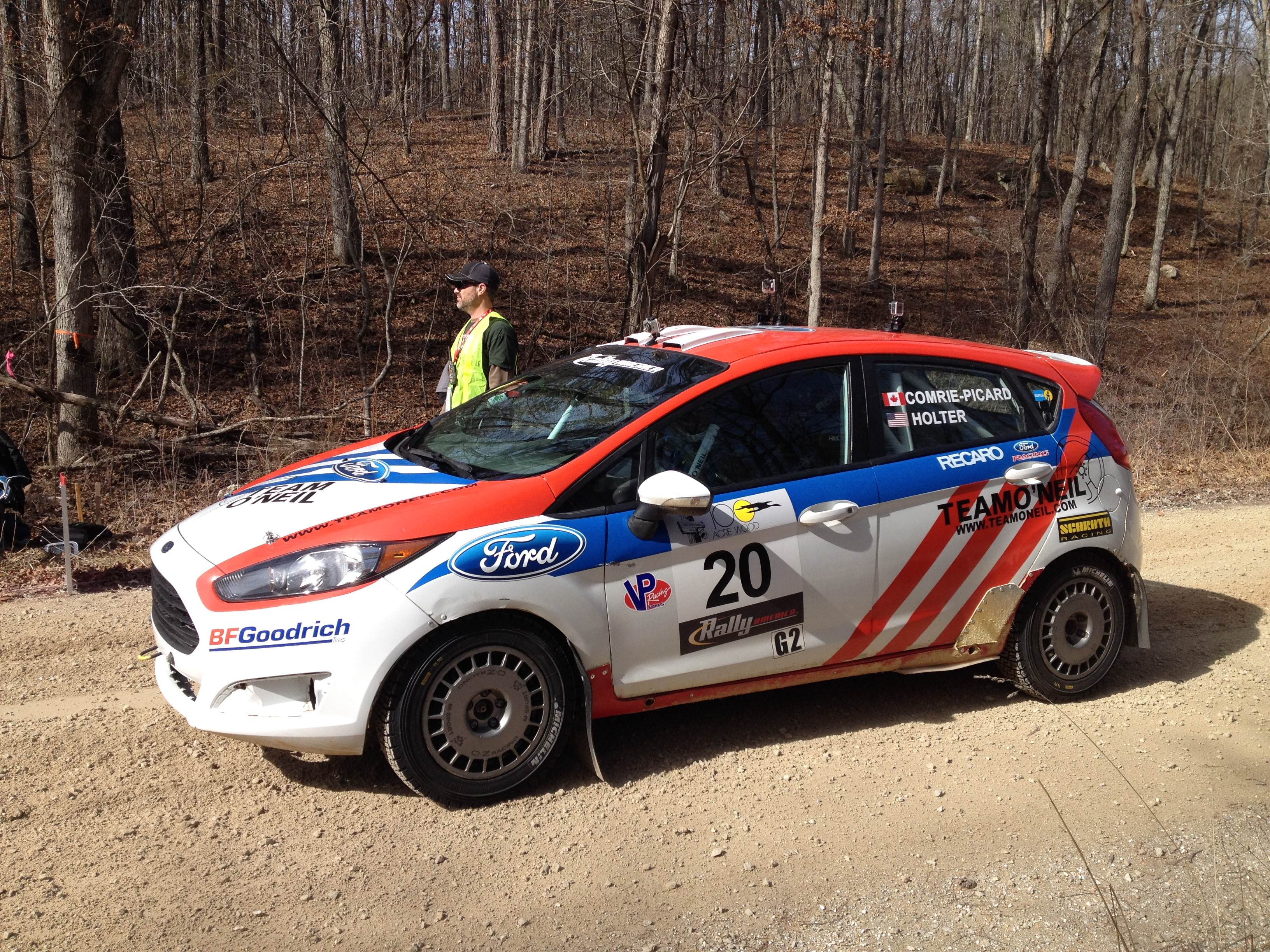
Andrew Comrie-Picard podczas rajdu 100 Acre Wood w 2014

Stowarzyszenie Rally America powstało w 2003 roku i było odpowiedzialne za obsługę techniczną rajdów w ramach cyklu SCCA ProRally. W 2005 roku Rally America przejęło od SCCA prawa do organizacji rajdowych mistrzostw Stanów Zjednoczonych. Pierwszym mistrzem serii został Patrick Richard, a uczestniczyli w niej ponadto tacy rajdowcy, jak Stig Blomqvist i Ken Block.
Rally America organizowało mistrzostwa do 2018 roku. Wskutek niewielkiego zainteresowania uczestników, spowodowanego wysokim wpisowym, prawa do organizacji mistrzostw Stanów Zjednoczonych zostały przekazane organizacji non-profit ARA. ARA przejęła również większość rajdów, które odbywały się wcześniej w ramach Rally America.

## Mistrzowie
| Rok  | Kierowca          | Pilot                   | Samochód                          |
| ---- | ----------------- | ----------------------- | --------------------------------- |
| 2005 | Patrick Richard   | Nathalie Richard        | Subaru Impreza WRX STi            |
| 2006 | Travis Pastrana   | Björn Christian Edström | Subaru Impreza WRX STi            |
| 2007 | Travis Pastrana   | Björn Christian Edström | Subaru Impreza WRX STi            |
| 2008 | Travis Pastrana   | Derek Ringer            | Subaru Impreza WRX STi            |
| 2009 | Travis Pastrana   | Björn Christian Edström | Subaru Impreza STi                |
| 2010 | Antoine L'Estage  | Nathalie Richard        | Mitsubishi Lancer Evo X           |
| 2011 | David Higgins     | Craig Drew              | Subaru Impreza STi                |
| 2012 | David Higgins     | Craig Drew              | Subaru Impreza STi                |
| 2013 | David Higgins     | Craig Drew              | Subaru Impreza STi                |
| 2014 | David Higgins     | Craig Drew              | Subaru Impreza STi                |
| 2015 | David Higgins     | Craig Drew              | Subaru WRX STi                    |
| 2016 | David Higgins     | Craig Drew              | Subaru WRX STi                    |
| 2017 | Arkadiusz Gruszka | Łukasz Wroński          | Mitsubishi Mirage RS Proto Evo II |
| 2018 | David Brown       | Michael Brown           | Subaru Impreza RS                 |